# Regió del Nuevo Cuyo

En verd la Regió del Cuyo (divisió política)

El 22 de gener de 1988, els governadors de les províncies argentines de La Rioja, Mendoza, San Juan i San Luis van signar el Tractat d'Integració Econòmica del Nuevo Cuyo. El procés de regionalització a la República Argentina està basat en l'article 124 de la Constitució Nacional. El 2001 tenia 404.906 km².
Cal distingir el Cuyo de l'actual "Nuevo Cuyo". Històricament i culturalment el Cuyo abasta les províncies de Mendoza, San Juan i part oest de San Luis (tot i que les legislacions espanyoles i després els primers governs patris argentins van estendre el Cuyo a tota la jurisdicció de San Luis fins a limitar per l'est amb la província argentina de Córdoba). En canvi, l'anomenat "Nuevo Cuyo" és una creació política moderna, on la província argentina de La Rioja va ser reagrupada amb les del Cuyo, encara que històricament pertanyia a l'antic Tucumán i ètnicament era de base diaguita, formant un conjunt amb les altres províncies del NOA.

## Divisió
| Província | CPA | Pob. (2010) | Sup. (km²) | Capital  | Bandera  |
| --------- | --- | ----------- | ---------- | -------- | -------- |
| Mendoza   | M   | 1.765.685   | 148.827    | Mendoza  | Mendoza  |
| San Juan  | J   | 715.052     | 89.651     | San Juan | San Juan |
| San Luis  | D   | 456.767     | 76.748     | San Luis | San Luis |
| La Rioja  | F   | 355.350     | 89.680     | La Rioja | La Rioja |
| Total RNC | -   | 3.292.854   | 404.906    | -        | -        |